# Sacrifice Fly
Ein Sacrifice Fly (manchmal abgekürzt als Sac Fly) wird im Baseball in Regel 9.08(d) der offiziellen Baseball-Regeln für alle professionellen Spiele in den Vereinigten Staaten und Kanada dadurch definiert, dass ein Batter, bevor zwei Spieler Out sind, einen Flugball (engl. Flyball) schlägt, der von einem Outfielder oder einem im Außenfeld laufenden Infielder im fairen oder im Foul-Territorium
1. gefangen wird und ein Läufer nach dem Fangen punktet, oder
2. fallengelassen wird und ein Läufer einen Punkt erzielt,  wenn der Läufer nach dem Urteil des Punktrichters nach dem Fangen hätte punkten können, wenn der Flyball gefangen worden wäre.

Er wird als Sacrifice Fly bezeichnet, weil der Batter einem Teamkollegen die Möglichkeit gibt, einen Run zu erzielen, und dafür seine eigene Möglichkeit „opfert“ (von engl. to sacrifice), dies zu tun und ein Out erleidet. Sacrifice Flys werden traditionell in den Box Scores mit der Bezeichnung „SF“ aufgeführt.

## Regeln
Ein Sacrifice Fly wird nicht als At Bat für den Batter gezählt, obwohl dem Batter ein geschlagener Run (RBI) gutgeschrieben wird.
Der Zweck, einen SF nicht als At-Bat zu zählen, besteht darin, die Batter nicht für eine erfolgreiche Aktion zu bestrafen. Der Sacrifice Fly ist einer von zwei Fällen im Baseball, in denen ein Batter nicht als At-Bat gezählt wird, nachdem er einen Ball ins Spiel gebracht hat; der andere Fall ist der Sacrifice Bunt (auch bekannt als Sacrifice Hit). Auch wenn ein Sacrifice Fly keinen Einfluss auf den Schlagdurchschnitt eines Spielers hat, zählt er doch als Plate Appearance und senkt seinen On-Base-Anteil. Bei einem Spieler, der eine Schlagserie (engl.: Hitting Streak) hat, wird diese beendet, wenn er keine offiziellen At-Bats hat, aber einen Sacrifice Fly erzielt.
Im Gegensatz zu einem Sacrifice Bunt, der am Boden gespielt wird und bei dem gepunktet werden kann, wenn ein Läufer von einer beliebigen Base zu einer beliebigen Base vorrückt, wird ein Sacrifice Fly nur gutgeschrieben, wenn ein Läufer bei diesem Spielzug punktet. Wenn also ein Läufer auf der ersten oder zweiten Base einen Fly Ball taggt (die Base nach dem Fangen des Balls nochmals berührt) und nicht weiter als bis zur dritten Base vorrückt, wird kein SF gegeben und der Batter wird mit einem At-Bat belastet. Wenn ein Läufer von der zweiten Base (oder theoretisch auch von der ersten Base) bis zur Homebase vorrückt und punktet (ohne dass ein Error dazwischen kommt), wird dem Schlagmann ein SF und ein zweiter RBI gutgeschrieben, wenn ein Läufer an der dritten Base ebenfalls punktet. Im Profibereich kommt dies in der Regel nur unter ungewöhnlichen Umständen vor, die die Verteidigung daran hindern, einen sofortigen Wurf zurück ins Infield zu machen, z. B. wenn ein Outfielder beim Fangen auf dem sog. Warning Track mit einer das Spielfeld begrenzenden Wand kollidiert.
Der Sacrifice Fly wird auch dann gutgeschrieben, wenn ein anderer Läufer aus dem Spiel genommen wird, solange ein Run gepunktet wird. Der Sacrifice Fly wird bei einem fallengelassenen Ball auch dann gutgeschrieben, wenn ein anderer Läufer durch den Schlagmann, der zum Läufer wird, zum Aus gezwungen wird.
Bei jedem Flyball kann ein Läufer einen Versuch starten, die Bases zu erreichen, sobald ein Feldspieler den Ball berührt, indem er einen tag durchführt (d. h. er berührt seine letzte Base nach Fangen des Balls und muss dazu gegebenenfalls nochmals zu ihr zurückkehren, falls er zuvor auf eigenes Risiko diese bereits verlassen hat). Ein tag ist auch möglich, wenn der fangende Feldspieler nach seiner Ballberührung nicht die volle Kontrolle über den Ball erlangt.

## Rekorde
Die meisten Sacrifice Flys eines Teams in einem Spiel in der Major League Baseball (MLB) sind fünf; der Rekord wurde 1988 von den Seattle Mariners aufgestellt und 2006 von den Colorado Rockies eingestellt, und 2008 von den Mariners wieder ausgeglichen.
Fünf MLB-Teams haben drei Sacrifice Flies in einem Inning gesammelt: die Chicago White Sox (fünftes Inning, 1. Juli 1962 gegen die Cleveland Indians); die New York Yankees zweimal (viertes Inning, 29. Juni 2000 gegen die Detroit Tigers und drittes Inning, 19. August 2000 gegen die Anaheim Angels); die New York Mets (zweites Inning, 24. Juni 2005 gegen die Yankees); und die Houston Astros (siebtes Inning, 26. Juni 2005 gegen die Texas Rangers). In diesen Fällen führten ein oder mehrere Würfe aufgrund eines Fehlers nicht zu einem Putout, d. h. Feldspielern gelang es aufgrund eines Errors nicht, bestimmte Läufer Out zu setzen.
Seit der Wiedereinführung der Regel in ihrer heutigen Form in der MLB im Jahr 1954 hält Gil Hodges von den Dodgers den Rekord für die meisten Sacrifice Flys in einer Saison mit 19 im Jahr 1954; Eddie Murray hält den MLB-Rekord für die meisten Sacrifice Flys in einer Karriere mit 128.
Bis zum Ende der Major League Baseball-Saison 2021 waren die zehn Spieler mit den meisten SF die folgenden:
1. Eddie Murray (128)
2. Cal Ripken, Jr. (127)
3. Robin Yount (123)
4. Hank Aaron (121)
5. Frank Thomas (121)
6. George Brett (120)
7. Rubén Sierra (120)
8. Rafael Palmeiro (119)
9. Rusty Staub (119)
10. Andre Dawson (118)

Nur einmal wurde die World Series durch einen Sac Fly gewonnen. Im Jahr 1912 schlug Larry Gardner von den Boston Red Sox einen Flyball nach einem Pitch von Christy Mathewson von den New York Giants. Steve Yerkes führte einen tag aus und punktete von der dritten Base aus, um Spiel 8 im zehnten Inning zu gewinnen und die Serie für die Red Sox zu entscheiden.

## Geschichte
Seit 1893 werden Schläger für einen Sacrifice Hit nicht mehr mit einem At-Bat belastet, aber der Baseball hat die Sacrifice Fly-Regel mehrfach geändert. Der Sacrifice Fly als statistische Kategorie wurde 1908 eingeführt, 1931 aber wieder abgeschafft. Die Regel wurde 1939 erneut eingeführt, um 1940 wieder abgeschafft zu werden, bevor sie 1954 zum letzten Mal eingeführt wurde. Für einige Baseballfans ist es von Bedeutung, dass die Sacrifice-Fly-Regel 1940 abgeschafft wurde, weil Ted Williams 1941 am letzten Tag der Saison einen Schlagdurchschnitt von .39955 erzielte und in einem Doubleheader gegen die Philadelphia A's nur einen einzigen Treffer benötigte, um als erster Schlagmann seit Bill Terry im Jahr 1930 einen Durchschnitt von .400 zu erzielen. Er erzielte sechs Treffer und beendete die Saison mit einem offiziellen Durchschnitt von .406. Damit war er der letzte Major-League-Spieler seit fast 80 Jahren, der .400 oder mehr Treffer erzielte. In seinem Buch Baseball and Other Matters in 1941 weist der Autor Robert Creamer unter Berufung auf Schätzungen darauf hin, dass Williams’ 14 At-Bats durch Sacrifice Flys in diesem Jahr von den 456 offiziellen At-Bats, die ihm angerechnet wurden, abgezogen wurden und sein endgültiger Durchschnitt im Jahr 1941 .419 betragen hätte.